# Forschungsstelle Osteuropa
Forschungsstelle Osteuropa (česky: Výzkumný ústav pro východní Evropu při Univerzitě Bremen) na Univerzitě Brémy je výzkumné pracoviště, zaměřující se na soudobé dějiny, kulturu a společnost zemí střední a východní Evropy. Bylo založeno v roce 1982 Wolfgangem Eichwedem, který je řídil mezi léty 1982–2008.

## Historie
Ústav byl založen v roce 1982 a jeho prvním ředitelem se stal Wolfgang Eichwede. Původním cílem bylo shromažďovat a analyzovat dokumenty z NDR, Polska, Československa a SSSR. Začal tak vytvářet archiv samizdatové literatury. Po pádu komunistických režimů začal ústav zkoumat i transformační procesy v postkomunistických zemích.

## Výzkum
Výzkum se zaměřuje na historii, kulturu, politiku a hospodářství zemí střední a východní Evropy.

## Financování
Forschungsstelle Osteuropa je nadace. Činnost je financována z německého státního rozpočtu (spolkové konference ministrů kultury) a z rozpočtu Svobodného hanzovního města Brémy. Finanční podporu zajišťuje také město Hamburk a spolková země Severní Porýní-Vestfálsko.

## Ocenění
Činnost ústavu byla oceněna Cenou Ericha Brosta.